# Ryō Fukawa
Ryō Fukawa (ふかわりょう Fukawa Ryō?,  Yokohama, 19 de agosto de 1974) es un comediante y actor japonés. Está empleado por Watanabe Entertainment y es miembro del grupo cómico No Plan. En televisión actúa en papeles secundarios de personajes con temperamento o apariencia infantil. 
Fukawa se graduó de la Facultad de Economía de la Universidad Keio. Es primo del creador de la serie Puño de la Estrella del Norte, Tetsuo Hara.

## Roles protagonizados

### Televisión
- Umi made Go fun (TBS, 1998)
- Okuman Chōja to Kekkonsuru Hōhō (NTV, 2000)
- Meitantei Conan Drama como Kitajima Shingo (YTV, 2006)
- Uchimura Produce (TV Asahi)
- K-tai Investigator 7 como Dan Torao (epi. 38) (TV Tokyo, 2008 - 2009)

### Películas
- Semishigure (2005)
- Peanuts (2006)